# Granvins kommun
Granvins kommun (nynorska: Granvin herad) var en kommun i landskapet Hardanger i dåvarande Hordaland fylke i västra Norge. Kommunens centralort var tätorten Granvin. Den officiella målformen var nynorska. Kommunen låg vid Hardangerfjorden.
Granvin var en av fyra dåvarande kommuner i Norge som använde termen herad (härad) i sitt namn i stället för kommune.

## Administrativ historik
En kommun med namnet Granvin upprättades den 1 januari 1838 (som Graven formannskapsdistrikt) när Formannskapslovene från 1837 trädde i kraft. Kommunen omfattade ett område i den södra delen av nuvarande Voss kommun (större delen av Granvins socken) samt de hela nuvarande kommunerna Ulvik och Eidfjord.
1859 bytte den kommunen namn från Granvins kommun till Ulviks kommun.
En ny kommun med namnet Granvin (Graven) upprättades den 1 maj 1891 genom utbrytning ur Ulviks kommun. Kommunen hade 1 331 invånare vid upprättandet.
Den 1 januari 1964 överfördes ett bebott område (Lussand/Kvanndals krets med 72 invånare) från den då upplösta Kinsarviks kommun till Granvins kommun.
Den 1 januari 2020 slogs Granvins kommun ihop med Voss kommun till Voss herad.

## Bilder

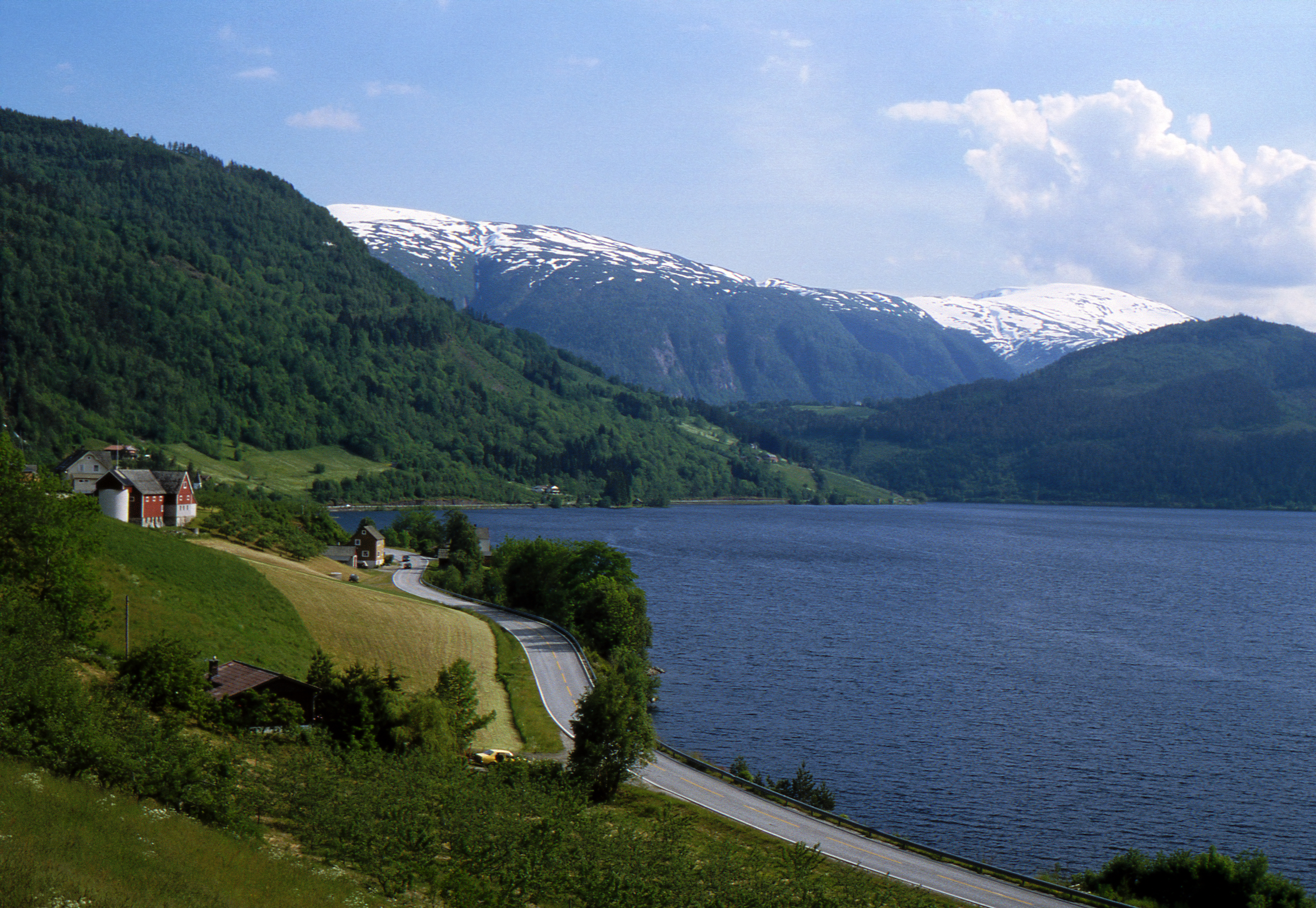
Granvinsvatnet.
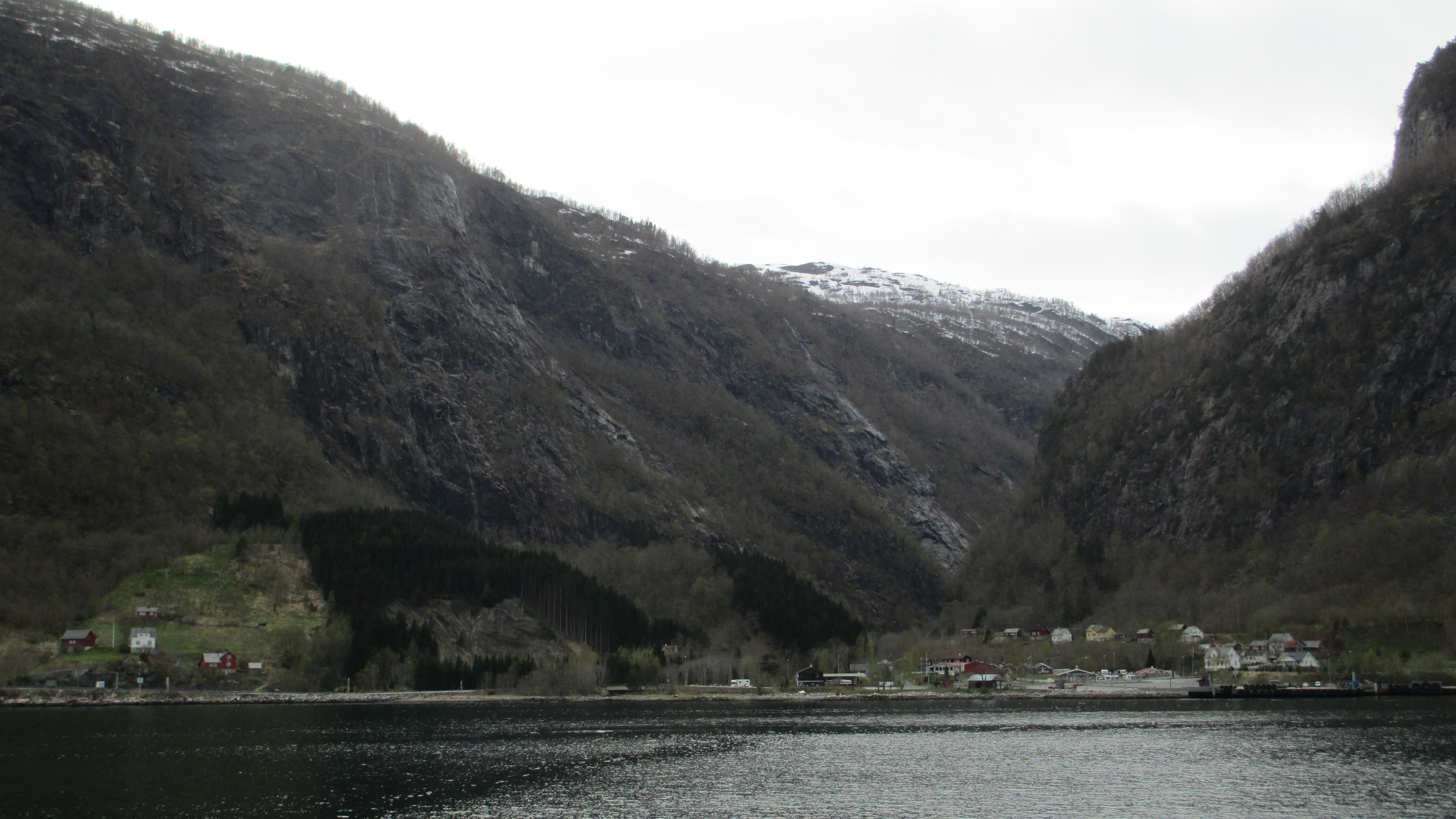
Kvanndal.
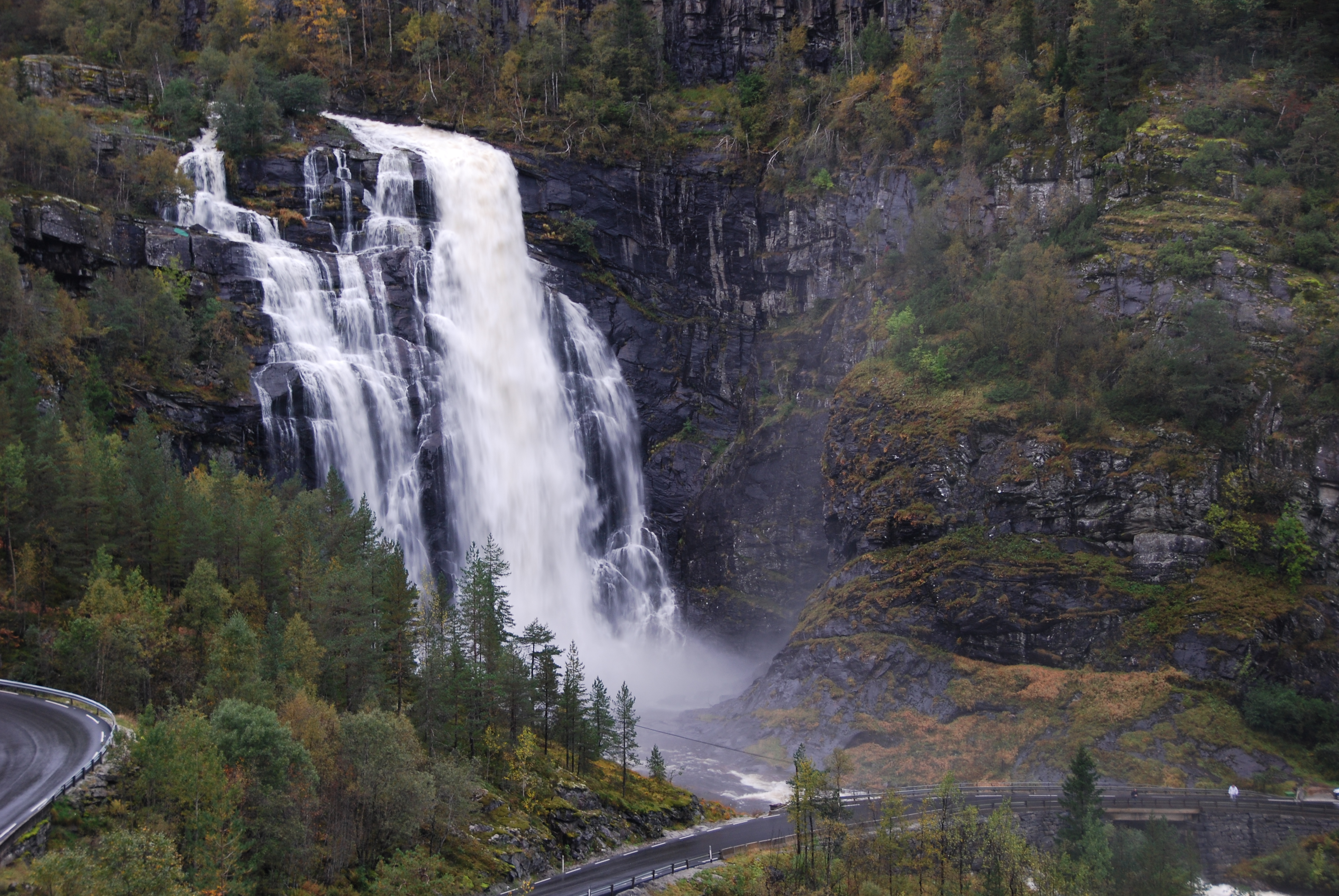
Skjervfossen.